# Canton de Sotteville-lès-Rouen-Est
Le canton de Sotteville-lès-Rouen-Est est une ancienne division administrative française située dans le département de la Seine-Maritime et la région Haute-Normandie.

## Géographie
Le canton était situé en bordure de la Seine, sur la rive sud et touche à Rouen.

## Histoire
Les communes de ce canton ont été touchées par les bombardements visant la gare de triage de Sotteville-lès-Rouen durant la Seconde Guerre mondiale. Le canton a été créé par division en deux du canton de Sotteville-lès-Rouen en 1982.
| Période | Période          | Identité           | Étiquette | Qualité                                                                     |
| ------- | ---------------- | ------------------ | --------- | --------------------------------------------------------------------------- |
| 1982    | 1993 (démission) | Michel Grandpierre | PCF       | Cheminot - Député (1993-1997) Maire de Saint-Étienne-du-Rouvray (1973-2002) |
| 1993    | 2015             | Claude Collin      | PCF       | 1er adjoint au maire de Saint-Étienne-du-Rouvray (1983-2008)                |

## Composition
Le canton de Sotteville-lès-Rouen-Est se composait de deux fractions de Sotteville-lès-Rouen et de Saint-Étienne-du-Rouvray. Il comptait 24 556 habitants (population municipale) au 1er janvier 2012.
| Nom                              | Code Insee | Intercommunalité          | Population (dernière pop. légale)               |
| -------------------------------- | ---------- | ------------------------- | ----------------------------------------------- |
| Sotteville-lès-Rouen (chef-lieu) | 76681      | Métropole Rouen Normandie | Fraction : 8 832(2012) Commune : 28 910 (2014)  |
| Saint-Étienne-du-Rouvray         | 76575      | Métropole Rouen Normandie | Fraction : 8 706 (2014) Commune : 28 752 (2014) |

## Démographie
| 1962 | 1968 | 1975 | 1982 | 1990   | 1999   | 2009 |
| ---- | ---- | ---- | ---- | ------ | ------ | ---- |
| -    | -    | -    | -    | 28 807 | 26 920 | -    |